# Baldur Kirchner

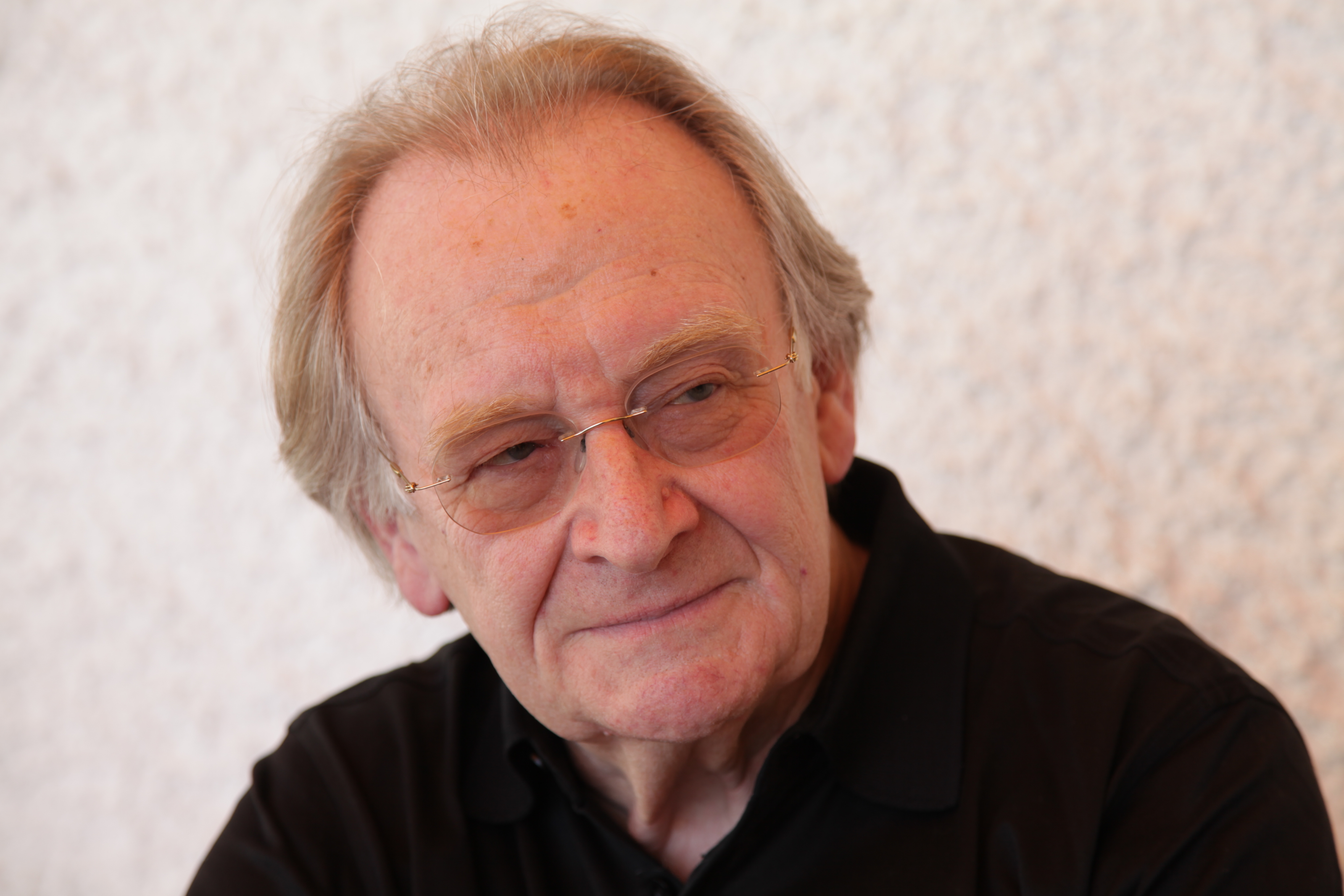
Baldur Kirchner (2011)

Baldur Kirchner (* 17. November 1939 in Komotau, Reichsgau Sudetenland; † 17. April 2023 in Kammeltal) war freiberuflicher Seminarleiter für Rhetorik, Dialektik, Kontemplation und Ethik in Ettenbeuren sowie Honorarprofessor für Unternehmensethik an der Hochschule Neu-Ulm und Ehrenbürger der Gemeinde Kammeltal. Darüber hinaus war er Vortragsredner und Buchautor.

## Leben
Nach dem Studium der Kath. Theologie, Philosophie und Sprachwissenschaft an den Universitäten Ost-Berlin und Tübingen promovierte Baldur Kirchner 1968 über das Prosawerk von Ivan Bunin. Von 1968 bis 1970 war er Direktor der AKAD in Stuttgart. 1972 machte er sich als Seminarleiter selbständig; in den 1970er und 1980er Jahren arbeitete er unter anderem mit Rupert Lay und Winfried Prost („Frankfurter Institut“) zusammen. In den 1970er Jahren absolvierte er eine psychoanalytische Weiterbildung bei Balthasar Staehelin in Zürich.
1983 eröffnete er zusammen mit seiner Frau Heidemarie das Seminarhaus Ettenbeuren, ein Schulungszentrum im Landkreis Günzburg. Dort hielt er unter dem Namen „Kirchner-Seminare“ offene Seminare zu den Themen Rhetorik, Dialektik und Ethik. Seit 1999 sind dort auch seine Söhne Alexander und Sebastian tätig, die das Bildungsinstitut inzwischen in Augsburg weiterbetreiben.
Baldur Kirchner begleitete in seinen Seminaren und Vorträgen rund 35.000 Personen, vornehmlich Führungskräfte aus der Wirtschaft. In „Privatissima“ bot er seit den 1970er Jahren Coaching und Sparring für Top-Manager und Familienunternehmen. Außerdem begleitete er Veränderungsprozesse in Unternehmen und Verbänden. Daneben war er Honorarprofessor an der Hochschule Neu-Ulm (HNU-Management-Forum) und engagierte sich für die Salzburg-Tübinger Rhetorikgespräche „satür“.
Er war Autor zahlreicher Bücher, die zum Teil ins Holländische, Indonesische und Litauische übersetzt wurden, und er hat mehrere Hundert Vorträge gehalten.
Baldur Kirchner war verheiratet und Vater von drei Söhne.

## Veröffentlichungen (Auswahl)
- Achtzehn Gedichte. Ginster, Zürich 1965
- Die Lebensanschauung Ivan Aleksejevič Bunins nach seinem Prosawerk. Tübingen 1968 (Dissertation).
- Dialektische Rhetorik. Heyne, München 1974.
- Sprechen vor Gruppen. Klett, Stuttgart 1980.
- Angstbewältigung durch Glauben. Eine Anleitung zur Selbstfindung für den Menschen der Gegenwart. M & T-Verlag, Zürich 1984.
- Die Wende im Ich. Über die Beziehung zum Göttlichen in uns. Moser, Schlattingen 1985
- Dialektik und Ethik. Besser führen mit Fairneß und Vertrauen. Gabler, Wiesbaden 1991
- Benedikt für Manager. Die geistigen Grundlagen des Führens. Gabler, Wiesbaden 1994.
- Kommunikative Kompetenz in Wirtschaft und Politik. In: Bertelsmann Briefe. Juni 1995.
- Fühlen und Führen. Der Manager zwischen Herz und Verstand. Gabler, Wiesbaden 1996.
- mit Alexander Kirchner: Rhetorik und Glaubwürdigkeit. Überzeugen durch eine neue Dialogkultur. Gabler, Wiesbaden 1999.
- mit Alexander und Sebastian Kirchner: Rhetorik für Manager. Rede als Ausdruck der Persönlichkeit. Gabler, Wiesbaden 2006.
- Der kontemplative Weg. Begegnungen mit der persönlichen Innenwelt. K-Plus, Kammeltal 2008.